# زكرياء الهلالي
زكرياء الهلالي مواليد 19 مارس 1991 في المغرب، هو لاغب وسط مغربي في نادي الروضة السعودي.

## مسيرة اللاعب
لعب سابقاً في نادي الوداد الرياضي ونادي حسنية أكادير والنادي المكناسي والنادي القنيطري ونادي شباب الريف الحسيمي ونادي الرجاء الرياضي ونادي أولمبيك آسفي واحترف في السعودية في نادي أحد ونادي الساحل ونادي الباطن ونادي الروضة.

## روابط خارجية
زكرياء الهلالي على موقع قاعدة بيانات كرة القدم.إي يو (الإنجليزية)
- زكرياء الهلالي على موقع Soccerway.com (الإنجليزية)